# 性焦虑
性焦虑，是对性行为产生焦急、忧虑和不安的情绪状态，同时还伴随着心慌、出汗等植物神经症状和肌肉紧张、运动性不安。

## 不同年龄的性焦虑
青春期时期的男性和女性，由于正常的性需求被禁欲主义压抑，容易造成性焦虑。
30岁之后的女性，由于身体素质下降，导致性生活不和谐，性需求得不到满足，达不到性高潮，也容易产生性焦虑。

## 坏处
性焦虑患者具有正常的性兴奋和性高潮反应，具有性需求的欲望。只是由于性焦虑的反应使他们不能满意地完成正常性生活，或者是为了避免焦虑而减少性活动。